# 1791
1791 (MDCCXCI) fue un año común comenzado en sábado según el calendario gregoriano.

## Acontecimientos
- 2 de enero: en Lima (Virreinato del Perú) aparece el primer número del periódico Mercurio Peruano.
- 12 de enero: en el marco de la Revolución liejana, los austriacos toman Lieja y restauran al príncipe-obispo César Hoensbroeck.
- 7 de enero: en París (Francia), la Asamblea Constituyente crea las patentes de invención.
- mayo: en la villa de Caracas (Venezuela), Simón Rodríguez es nombrado maestro de la Escuela Pública de Primeras Letras".
- 3 de mayo: Constitución del 3 de mayo de Polonia-Lituania, considerada como la segunda constitución europea.
- 20 - 21 de junio: Fuga de Varennes; intento fallido de Luis XVI de Francia de escapar del país.
- julio: los Gurkha del Reino de Nepal inician una nueva invasión al Tíbet, tras lo cual capturan y saquean el Monasterio de Tashilhunpo.[1]
- 6 de agosto: Se inaugura la Puerta de Brandeburgo en Berlín.
- 14 - 17 de julio: Disturbios de Birmingham de 1791 (Inglaterra).
- 14 de agosto: comienza la Revolución haitiana.
- 5 de septiembre: Olympe de Gauges redacta la Declaración de los Derechos de la Mujer y de la Ciudadana.
- 14 de septiembre: en plena Revolución Francesa, el rey Luis XVI acepta la nueva Constitución Francesa, por la cual Francia se convierte en una monarquía constitucional.
- 1 de octubre: en Francia sesiona por primera vez la Asamblea Nacional Legislativa.
- 20 de noviembre: en Viena (Austria), el compositor austriaco Wolfgang Amadeus Mozart (35) cae postrado en su lecho de muerte como consecuencia de una grave enfermedad que acabaría con su vida en quince días.
- 6 de diciembre: Wolfgang Amadeus Mozart recibe sepultura en el cementerio de San Marx de Viena, en una tumba comunitaria simple.
- En otoño, Bahadur Shah II, último emperador mongol de la India, firma una alianza con los británicos en vísperas de una invasión del Imperio Chino.[2]

## Música
- 6 de septiembre: en Praga, Mozart estrena La clemencia de Tito.
- 30 de septiembre: en Viena, Mozart estrena La flauta mágica.

## Ciencia y tecnología
- Fabricius describe por primera vez la foca gris (Halichoerus grypus).
- William Gregor descubre el titanio

## Nacimientos

### Febrero
- 20 de febrero: Nicola Manfroce, compositor italiano (f. 1813).
- 21 de febrero: Carl Czerny, compositor y pianista austriaco (f. 1857).
- 26 de febrero: Domingo Cullen, político canario, gobernador en Argentina (f. 1839).

### Marzo
- 20 de marzo: José María Torrijos, militar español (f. 1831).

### Abril
- 23 de abril: James Buchanan, político estadounidense y 15° presidente desde 1857 hasta 1861 (f. 1868).
- 27 de abril: Samuel Morse, inventor estadounidense (f. 1872).
- Abril: Francisco Crespo y Denis, militar argentino (f. 1849).

### Junio
- 3 de junio: Juan Francisco Giró, presidente uruguayo (f. 1863).

### Julio
- 13 de julio: Allan Cunningham botánico y explorador británico (f. 1839).

### Septiembre
- 22 de septiembre: Michael Faraday, físico y químico británico (f. 1867).
- 26 de septiembre: Théodore Géricault, pintor romántico francés (f. 1824).

### Octubre
- 1 de octubre: Sergéi Aksákov, escritor ruso (f. 1859).

### Diciembre
- 26 de diciembre: Charles Babbage, matemático y científico británico (f. 1871).

### Fecha desconocida
Braulio Foz, escritor y humanista español (f. 1865).

## Fallecimientos
- 2 de marzo: John Wesley, pastor anglicano y teólogo cristiano británico (n. 1703).
- 2 de abril: Mirabeau (Honoré Gabriel Riqueti), escritor y orador francés (n. 1749).
- 14 de mayo: Franziska Lebrun, cantante y compositora alemana (n. 1756).
- 26 de agosto: José Iglesias de la Casa, poeta español (n. 1748).
- 5 de diciembre: Wolfgang Amadeus Mozart, compositor austríaco del clasicismo (n. 1756).